# ヴァレリー・ゲルギエフ
ヴァレリー・アビサロヴィチ・ゲルギエフ（Вале́рий Абиса́лович Ге́ргиев, ロシア語ラテン翻字: Valery Abisalovich Gergiev, オセット語: Гергиты (Джерджиты) Абисалы фырт Валери, 1953年5月2日 - ）は、ロシアの指揮者。オセット人。ロンドン交響楽団やミュンヘン・フィルハーモニー管弦楽団の首席指揮者等を務めたことなどで知られる。ワレリー・ゲルギエフとも表記される。

## 来歴
1953年、モスクワでオセット人の両親の家庭に生まれる。ピアニストで世界的なコレペティートゥアであるラリッサ・ゲルギエワを姉に持つ。北オセチア共和国の首都オルジョニキゼ（現在のウラジカフカス）に移り、オルジョニキゼ音楽学校を卒業後、レニングラード音楽院（現サンクトペテルブルク音楽院）でイリヤ・ムーシンに師事し、指揮法を学ぶ。同院在学中にカラヤン指揮者コンクール2位、全ソ指揮者コンクール1位。
1977年 レニングラード音楽院を卒業し、ユーリ・テミルカーノフの助手としてキーロフ劇場（現マリインスキー劇場）の指揮者となる。
1988年、35歳でキーロフ劇場芸術監督に就任する。ソビエト連邦の崩壊の混乱期に遭遇し、ゲルギエフの劇場経営は困難を極めたが、国際的な支援を得て、ロシアの古典オペラに新たな演出法を導入した。また、アンナ・ネトレプコなど多くの新人歌手を発掘することにも成功し、姉のラリッサとともに、マリインスキー劇場を世界的な地位へと引き上げた。1996年には総裁に就任し、劇場の総責任者としての重責を担っている。
1990年にはロンドン公演、1992年にはニューヨーク公演を実現し、国際的な指揮者としても活躍を続けている。
日本には、マリインスキー劇場及びマリインスキー劇場管弦楽団、ロッテルダム・フィルハーモニー管弦楽団、ウィーン・フィルハーモニー管弦楽団、ロンドン交響楽団等を率いてしばしば来演している。日本のオーケストラでは、東京交響楽団（1984年、2007年、2012年）、日本フィルハーモニー交響楽団（1987年、1988年、1996年）、大阪フィルハーモニー交響楽団（1987年）、京都市交響楽団（1988年）、名古屋フィルハーモニー交響楽団（1988年）、NHK交響楽団（1996年、2002年、2009年）、読売日本交響楽団（2003年）、東京都交響楽団（2004年）、PMFオーケストラ（2004年、2006年、2015年 - ）を指揮している。
2007年よりロンドン交響楽団の首席指揮者に就任する。就任時より公演活動においてはプロコフィエフの楽曲に力を入れる一方、LSO LIVEレーベルではマーラーの交響曲第6番を皮切りに、マーラーの交響曲全集の録音を行った。2011年にはプロコフィエフ『ロメオとジュリエット』の録音でBBC Music Magazine AwardsのDisc of the year賞を獲得した。
2011年のウィーン・フィルハーモニー管弦楽団によるシェーンブルン宮殿でのサマー・コンサートを指揮した。2014年2月23日に開催されたソチオリンピック閉会式では、ロシア国歌の演奏で1000人の少年合唱団を指揮した（オーケストラの指揮はユーリ・バシュメット）。
2013年1月、ミュンヘン・フィルハーモニー管弦楽団からの招聘により、2015年に首席指揮者の契約が満了するロリン・マゼールの後を受けてゲルギエフが就任することが決まり、2015年9月の開幕シーズンからそのポストに就いた（2022年に解雇）。
2022年にはロシアによるウクライナ侵攻が行われ、ゲルギエフがロシア大統領のウラジーミル・プーチンと30年来の親交がある（人物節を参照）ことから、所属事務所や各国の交響楽団等がゲルギエフを解雇している。（後述）
同年3月25日、ゲルギエフはプーチンとの会食に参加。その席でプーチンは解任が続くゲルギエフ（現マリインスキー劇場の芸術監督）へモスクワのボリショイ劇場の芸術監督を兼ねる案を提案した。2023年12月1日、ロシア政府はボリショイ劇場の総支配人にゲルギエフを充てる人事を発表した。マリインスキー劇場の芸術監督兼総支配人との兼務となる。

## 人物
コンサートなどを通じて国際平和を訴えたり、発言を行う機会も多い。
2004年9月、幼少から青年時に過ごした北オセチアの小学校で起こったテロ事件直後の演奏会では、チャイコフスキーの『悲愴』を涙を流しながら指揮したという。
同年11月にウィーン・フィルを率いて来日した際には、サントリーホールにて「北オセチアに捧げる心の支援」と題してチャリティー・コンサートを行なったが、公演直前に新潟県中越地震が発生したため、収益の半分はこの地震の被災地に寄付された。
2008年8月にジョージア（旧呼称グルジア）が自身の出身地である南オセチアに軍事侵攻した際には、英BBCのインタビューに対して、ジョージア大統領のミヘイル・サアカシュヴィリを非難する一方で、ロシアのウラジーミル・プーチンやドミートリー・メドヴェージェフを支持する発言を行い、南オセチアで起こっている事実について自ら世界の要人に向けてアピールを行っていると答えた。
この軍事侵攻の直後、南オセチアの州都ツヒンヴァリをマリインスキー劇場管弦楽団を率いて訪れ、南オセチア紛争の犠牲者を追悼するコンサートを指揮した。この時にもチャイコフスキーの『悲愴』を演奏している。
また、ゲオルク・ショルティが「音楽が持つ、平和の使節としての特別な力」を体現化するべく国連創設50周年を記念して設立したワールド・オーケストラ・フォア・ピースの指揮者に、ショルティの遺志を引き継いで1997年から就任している。エサ＝ペッカ・サロネンによる管弦楽曲「ヘリックス」は、ゲルギエフが友人であるサロネンに、同オーケストラのために作曲することを提案した委嘱作品である。

## エピソードなど
- ゲルギエフは、その独特かつ細やかな指揮のため、指揮棒を持たないことも間々あるが、時に爪楊枝のような極小の指揮棒を持って指揮することもある。

## 2022年ロシアのウクライナ侵攻の影響
米紙ニューヨーク・タイムズによると、ゲルギエフはプーチンの30年来の友人であり、過去、再三にわたり支持を表明。2012年のロシア大統領選のテレビ広告にも出演し、プーチンを肯定的に評価していた。2022年ロシアのウクライナ侵攻に際しても、ゲルギエフはプーチンを支持し、頑なにノーコメントを貫いた。その結果、ロシアの侵攻に反対する各国の交響楽団等から、ゲルギエフの解雇・解任や追放が相次いだ。以下、その一例を挙げる。

### 解雇・追放
- 2022年2月27日、所属事務所はゲルギエフを解雇[11][12]。所属事務所社長は「あらゆる芸術は政治的だが、あらゆる芸術家が政治家であるとは限らない」と踏まえつつ、「戦争を起こした独裁政権に、直接的にも間接的にも利することを知りながら、拒絶の意を示さない芸術家にプロ（のマネジメント）としてこれ以上奉仕することはできない」とした[13]。

- スイスのヴェルビエ音楽祭の事務局はゲルギエフに祝祭管弦楽団の音楽監督の辞任を求め、受諾された[14]。

- ドイツ・ミュンヘン市と、オランダのロッテルダム・フィルハーモニー管弦楽団は、それぞれ、ゲルギエフに「ウクライナでのプーチン大統領の行動から公然と距離を置くように」などと反対の意を明確に表明するよう求めたが、ゲルギエフは沈黙[15]。これを受けて、3月1日、首席指揮者を務めていたミュンヘン・フィルハーモニー管弦楽団がゲルギエフを解雇[16][17]。ミュンヘン市長のディーター・ライターは、ゲルギエフの解雇について、「オーケストラや聴衆、市民、市政へ（プーチンに対する評価の）明確な意思表示がなければ、一緒に活動を続けることはできなかっただろう」とした[18]。同日、ロッテルダム・フィルハーモニー管弦楽団は、ゲルギエフとのコンサートと ゲルギエフ・フェスティバルを行わないことを発表[15][19]。

- 同年10月13日、スウェーデン・アカデミーは、2011年から外国人名誉会員であったゲルギエフを追放した[20]。「核戦争を脅かす政権を支持する人物と関わることはできない」ことを理由としている。10月10日の会議で全会一致で決定しており、ゲルギエフは機会を与えられたが話さないことを選んだという[21]。

### 出演中止・公演キャンセルなど
- 2022年2月24日（侵攻開始日）、米ニューヨークのカーネギー・ホールにおけるウィーン・フィルハーモニー管弦楽団の公演の指揮の交代[22]。

- 同月28日にはフィルハーモニー・ド・パリが、4月に予定されていたゲルギエフ指揮のマリインスキー歌劇場管弦楽団演奏のコンサートを中止。

- 同月17日、熊本県立劇場で予定されているマリインスキー歌劇場管弦楽団の来日公演が中止となる可能性があると報じられた。主催者側はロシアの音楽家であることを理由としておらず、「不安定な国際情勢の影響で来日が実現しない恐れがある」として、プロモーターと協議中であるとしている[23]。同年5月17日に熊本県立劇場は理事会を開き、公演中止を決定、発表した[24]。

- 2022年4月17日深夜、NHK-BSPの番組『プレミアムシアター』での放送が予定されていた、ゲルギエフ指揮ミュンヘン・フィルの演奏会（2021年10月8日、於ミュンヘン、イザール・フィルハーモニー）は別番組へ差し替えになった。

## 評伝
- 『ゲルギエフとサンクトペテルブルグの奇蹟　マリインスキー劇場のサバイバルと挑戦』

ジョン・アードイン、亀山郁夫訳、音楽之友社、2006年